# Bomaanslag in de Sveta Nedeliakathedraal op 16 april 1925

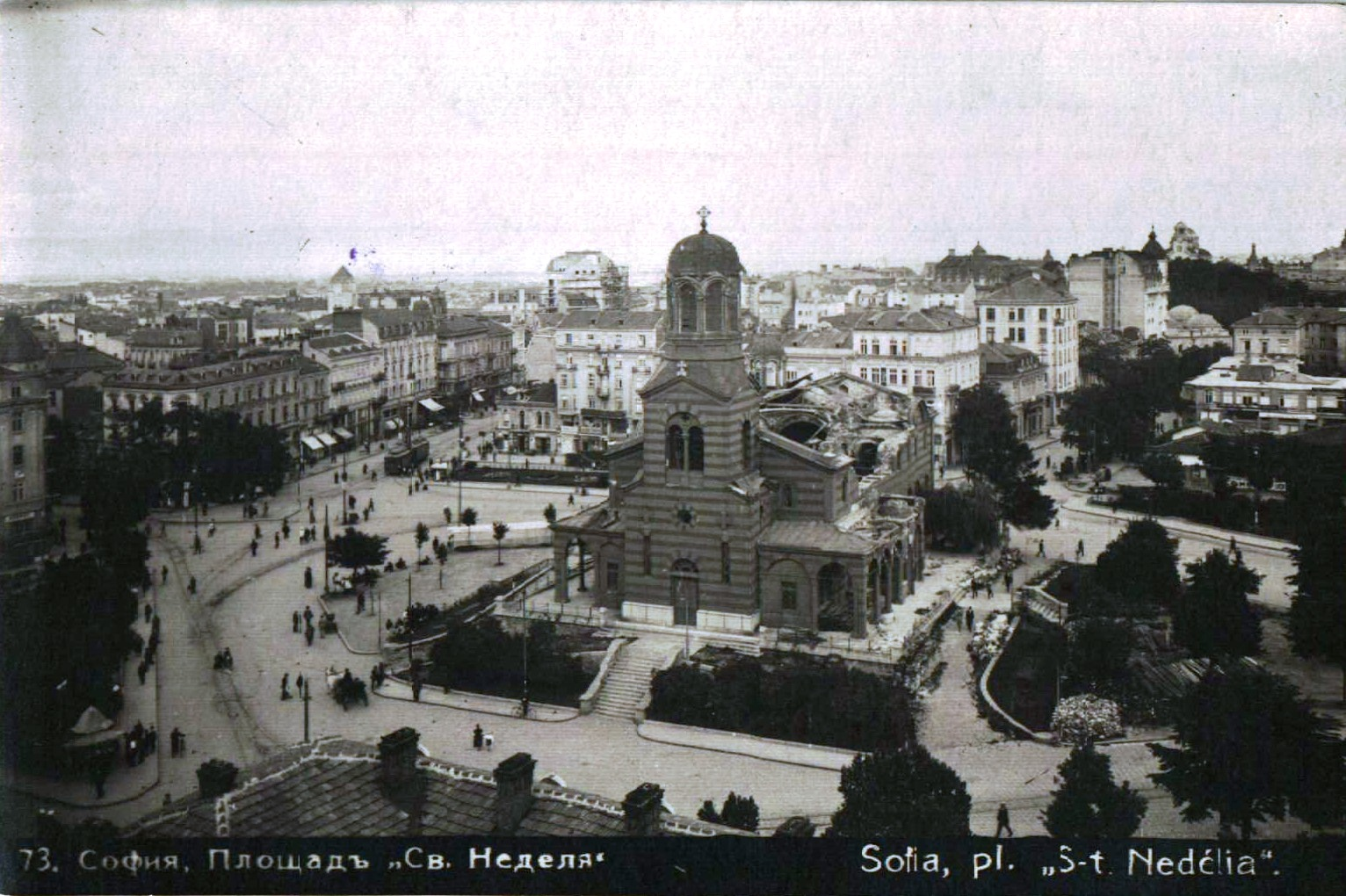
De kathedraal na de aanslag

De bomaanslag in de Sveta Nedeliakathedraal in Sofia op 16 april 1925, was de grootste terreurdaad in de geschiedenis van Bulgarije. 
Een groep van de Bulgaarse Communistische Partij blies het dak op van de Sveta Nedeliakathedraal, waar op dat moment de hele fascistische regering, inclusief premier Aleksandar Tsankov, de begrafenis bijwoonde van generaal Konstantin Georgiev, die gedood was bij een andere communistische aanslag op 14 april. In de kerk vielen 150 doden en 500 gewonden, hoofdzakelijk mensen uit de politieke en militaire elite van het land. Alle leden van de regering overleefden als bij toeval de aanslag.
Na deze aanslag brak de 'witte terreur' uit. Tsankov kondigde de noodtoestand af en de regering kreeg volmachten om communisten en aanhangers van de linkse Bulgaarse Agrarische Nationale Unie (BANU) te vervolgen en op te pakken. Er vielen nog eens 450 doden in de twee weken na de bomaanslag. 